# いいやま湯滝温泉
いいやま湯滝温泉（いいやまゆたきおんせん）は、長野県飯山市一山にある温泉又は日帰り温泉施設の名。国道117号線沿いで湧出している。

## 泉質
- 弱アルカリ性単純温泉（弱アルカリ性低張性低温泉）
  - 泉温　37.6
  - 無味無臭・無色透明。循環濾過・源泉掛け流し併用。

## 温泉地
飯山市街地外れの森林地帯、千曲川沿いに日帰り温泉施設「いいやま湯滝温泉」が一軒のみ存在する。
食堂では、地元名産のみゆきポークや黒米を使用した笹寿司（要予約）が提供されている。

## 歴史
1987年（昭和62年）6月に地元住民が作る上境温泉株式会社により温泉が本橋の右岸直下流に掘削され、1992年（平成4年）12月6日にいいやま湯滝温泉として開業した。

## アクセス
自動車

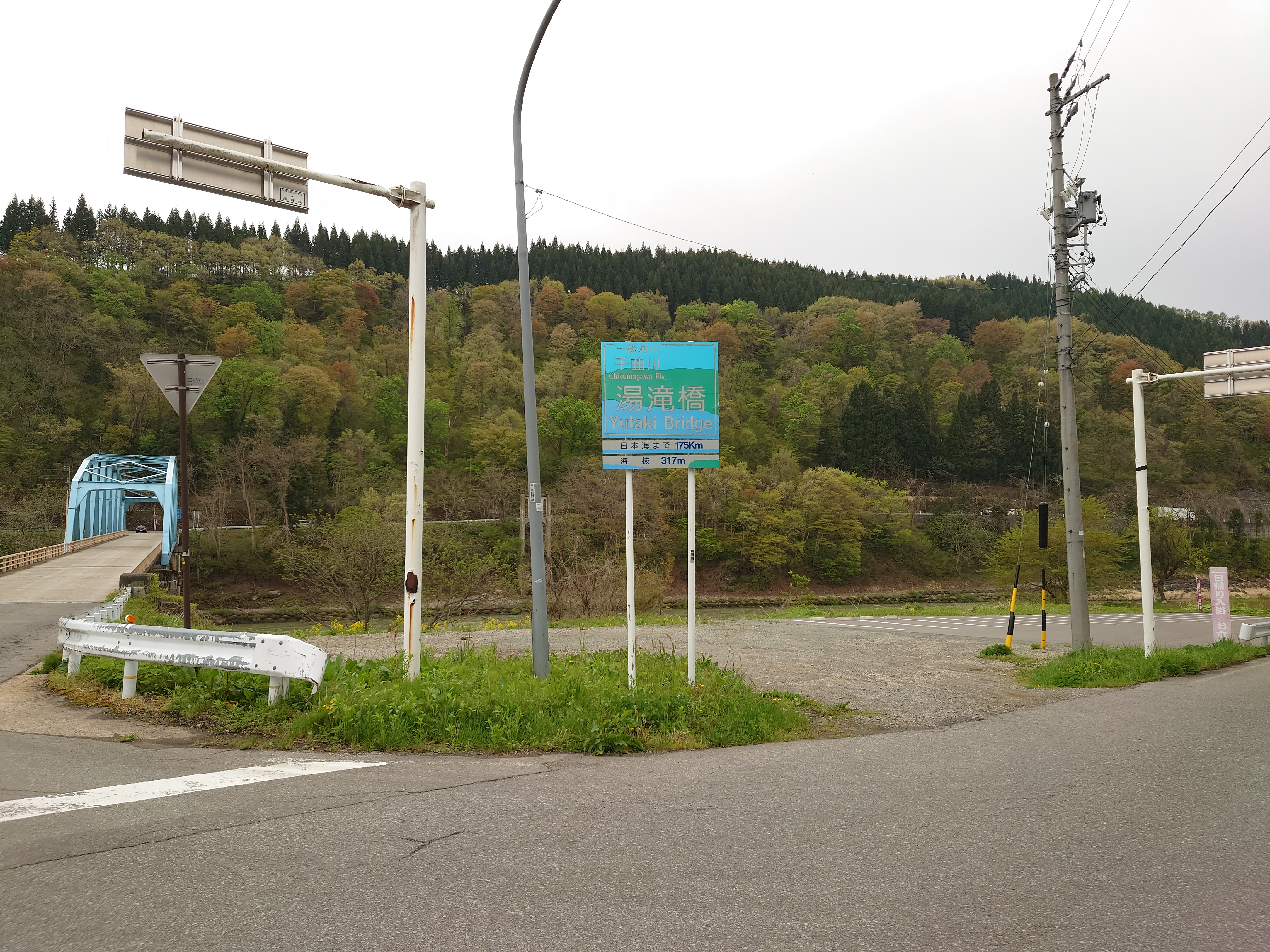
千曲川に架かる長野県道353号野沢上境停車場線・湯滝橋と駐車場

- 上信越自動車道豊田飯山ICから国道117号経由、車で40分。

鉄道
- JR飯山線上境駅から徒歩1分。